# Matese
Pohoří Matese (italsky Monti del Matese nebo Massiccio del Matese) je pohoří ve střední až jižní části Itálie, v regionech Kampánie a Molise. Leží na území provincií Benevento, Campobasso, Caserta a Isernia. Je součástí Samnitských Apenin, respektive Jižních Apenin.

## Geografie
Nejvyšší horou je Monte Miletto (2 050 m), následují Gallinola (1 923 m) a Monte Mutria (1 823 m). Ze západu na východ má Matese délku okolo 25 km, ze severu na jih šířku okolo 60 km. V pohoří se nachází jezero ledovcového původu Lago del Matese a dvě umělé nádrže Gallo Matese a Letino. Pohořím protéká řeka Lete.

## Flora a fauna
V nižších polohách rostou břízy, jalovce, duby, kaštanovníky a ve východní části pohoří duby cesmínovité. Ve středních polohách pohoří rostou buky, ve vyšších pak jedle. Z živočichů se zde chovají koně, skot, ovce, kozy. Z volně žijících živočichů se v posledních letech vrátil původně zde žijící vlk apeninský.